# Друшковец
Друшковец је насељено место у саставу општине Марушевец у Вараждинској жупанији, Хрватска. До територијалне реорганизације у Хрватској налазио се у саставу старе општине Иванец.

## Становништво
На попису становништва 2011. године, Друшковец је имао 362 становника.

## Попис1991.
На попису становништва 1991. године, насељено место Друшковец је имало 426 становника, следећег националног састава:
| Попис 1991.‍  | Попис 1991.‍  | Попис 1991.‍ | Попис 1991.‍ | Попис 1991.‍ |
| ------------ | ------------ | ----------- | ----------- | ----------- |
|              |              |             |             |             |
| Хрвати       | Хрвати       |             | 418         | 98,12%      |
| регион. опр. | регион. опр. |             | 4           | 0,93%       |
| непознато    | непознато    |             | 4           | 0,93%       |
| укупно: 426  |              |             |             |             |